# 陸潤
陸潤（1436年—1518年），字昌澤，號古松，直隸蘇州府常熟縣人，明朝政治人物。同進士出身。

## 生平
應天府鄉試第九十七名。成化二年（1466年）丙戌科會試第二百三十五名，殿試登進士第三甲第六十七名。授闽县知县，调清平县，擢太仆寺丞，出任温州府知府。

## 家族
曾祖父陸斯立。祖父陸叔昭。父亲陸宗剛。妻子馬氏（1438年-1505年），封安人，常熟馬以良（號益菴）女。生子二人：長子陸隆恩，字晋卿，號石梅，舉人，歷任浮梁、江华知县，累遷福建盐运司同知。次子陸榮恩，早卒。孫陸朝介（1492年-1565年），字仲杰，號筆峰。曾孫陸一鳳，官泉州府同知。